# Поліщук Кирило Миколайович
Поліщук Кирило Миколайович (* 21 березня 1991, Феодосія) — український поет та прозаїк.

## Біографія
Народився 21 березня 1991 року у місті Феодосія (АР Крим).
Мешкає у місті Кропивницький.
Закінчив філологічний факультет Центральноукраїнського державного педагогічного університету імені Володимира Винниченка.
У 2016 році захистив кандидатську дисертацію з поетики драматургії  Івана Карпенка-Карого та отримав диплом кандидата філологічних наук.
Учасник Семінару творчої молоді (Ірпінь, 2016)
Стипендіат програми Міністерства культури та національної спадщини Польщі «Gaude Polonia» (Краків, 2019).
У 2020 році у київському видавництві «Laurus» вийшла дебютна книга прози Поліщука «Пташиний цвинтар». [Архівовано 28 вересня 2020 у Wayback Machine.]

## Нагороди та премії
- Лауреат конкурсу відеопоезії «CYCLOP» (Київ, 2014)
- Лауреат конкурсу ім.Валерія Гончаренка (Кропивницький, 2015)
- Лауреат конкурсу «Урба-перехрестя» (Київ, 2016)
- Переможець міжнародної німецько-української премії імені Олеся Гончара (2017)
- Лауреат III премії літературного конкурсу видавництва «Смолоскип» (Київ, 2018)
- Переможець конкурсу Гранослов (Київ, 2018).
- Лауреат конкурсу відеопоезії «Монокль» (Тернопіль, 2018).
- Лауреат Міжнародної літературної премії короткої прози імені Василя Портяка (Фастів, 2021).